# Hans Amstein
Hans Amstein è un breve romanzo scritto nel 1903 dall'esordiente scrittore tedesco Hermann Hesse, sul tema del suicidio per amore.

## Trama
È una storia raccontata in prima persona in un ambiente goliardico tra boccali e bevute di vino, benché riguardi un amore infelice terminato in tragedia. Il narratore rievoca gli anni della sua gioventù in cui era solito trascorrere lunghe vacanze da suo zio Otto nella Foresta Nera, dove ritrovava ogni volta la sua cara cugina Berta.
Nell'estate che precedette la sua iscrizione all'università, si stabilì da quelle parti un nuovo ispettore forestale, insieme alla sua figlia adottiva Salomè, proveniente dal Sud America, bella e ammaliante. Costei fece subito innamorare di sé tutti i giovani ragazzi dei dintorni, compreso il protagonista. Il giorno che egli le dichiarò il proprio amore, tuttavia, si accorse con rammarico che a lei piaceva farsi gioco di chiunque la corteggiasse.
In seguito, quando a Tubinga divenne intimo amico di un compagno di università, di nome Hans Amstein, iniziò a portarlo con sé a trascorrere le vacanze da suo zio. Qui Hans Amstein rimase inizialmente attratto, anziché da Salomè, dalla cugina Berta, riuscendo infine a conquistarla. Sennonché un pomeriggio Salomè giunse in casa loro, cominciando a intrattenere Hans e a lusingarlo, lasciandolo poi assai turbato e stravolto.
Quella notte stessa Salomè ritornò, invitando Hans ad uscire con lei nel bosco, mentre il narratore, dalla finestra della sua camera, li guardava sgattaiolare via, attonito e impotente. Quando Hans tornò gli chiese spiegazioni riguardo Salomè, rammentandogli anche l'impegno con sua cugina Berta, ma lo trovò riluttante a parlare.
Seguirono giornate di angoscia e trepidazione, suscitate da un amore impossibile da soddisfare, non solo da parte di Hans ma dello stesso protagonista, rimasto sempre follemente innamorato della frivola Salomè. Quando infine Hans Amstein si decise a recarsi dalla guardia forestale per fare a sua figlia una proposta di fidanzamento, costei la respinse con sufficienza, nonostante egli le ricordasse con sdegno tutte le avances da lei ricevute fino allora.
Il triste epilogo della storia si ebbe dopo pranzo, quando Berta fu costretta a prendere atto che il suo Hans le era stato definitivamente sottratto da Salomè, scoprendolo inginocchiato ai suoi piedi in un ultimo tentativo di supplica sul balcone di casa, mentre lei rideva. Hans era poi andato via senza più fare ritorno. Il suo corpo venne ritrovato il giorno dopo appeso a un albero dove si era impiccato.
Il narratore, riprendendo il tono goliardico dell'inizio, conclude osservando come il suicidio di uno studente fosse ai suoi tempi ancora un evento in grado di far parlare a lungo di sé.

## Edizioni italiane
- Hermann Hesse, Hans Amstein, traduzione di Francesca Ricci, in Pellegrinaggio d'autunno, pp. 53-70, Roma, Tascabili Economici Newton, 1998 ISBN 88-7983-086-4.